# Hyla squirella
Hyla squirella là một loài ếch trong họ Nhái bén. Loài này sinh sống ở Hoa Kỳ, trong các tiểu bang Texas và Virginia.

## Hình ảnh

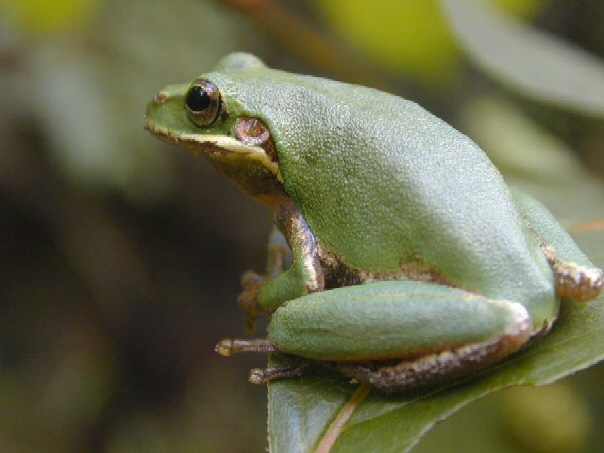
Hình ảnh của Cục địa chất Hoa Kỳ.
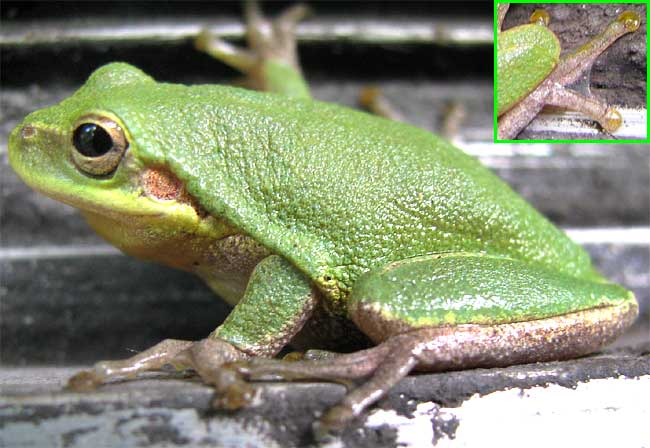
Hình chụp ở Mississippi.